# Campeonato Mundial de Bádminton de 1999
El XI Campeonato Mundial de Bádminton se celebró en Copenhague (Dinamarca) del 10 al 23 de mayo de 1999 bajo la organización de la Federación Internacional de Bádminton (IBF) y la Federación Danesa de Bádminton.
Las competiciones se realizaron en la Arena Brøndby de la capital danesa.

## Medallistas
| Evento               | Oro                                      | Plata                                    | Bronce                                                             |
| -------------------- | ---------------------------------------- | ---------------------------------------- | ------------------------------------------------------------------ |
| Individual masculino | Sun Jun China                            | Fung Permadi China Taipéi                | Peter Gade Dinamarca Poul-Erik Høyer Larsen Dinamarca              |
| Dobles masculino     | Ha Tae-Kwon Kim Dong-Moon Corea del Sur  | Lee Dong-Soo Yoo Yong-Sung Corea del Sur | Zhang Wei Zhang Jun China Simon Archer Nathan Robertson Inglaterra |
| Individual femenino  | Camilla Martin Dinamarca                 | Dai Yun China                            | Gong Ruina China Mette Sørensen Dinamarca                          |
| Dobles femenino      | Ge Fei Gu Jun China                      | Ra Kyung-Min Chung Jae-Hee Corea del Sur | Qin Yiyuan Gao Ling China Ann-Lou Jørgensen Majken Vange Dinamarca |
| Dobles mixto         | Kim Dong-Moon Ra Kyung-Min Corea del Sur | Simon Archer Joanne Goode Inglaterra     | Liu Yong Ge Fei China Michael Søgaard Rikke Olsen Dinamarca        |

## Medallero
| Núm. | País          | Oro | Plata | Bronce | Total |
| ---- | ------------- | --- | ----- | ------ | ----- |
| 1    | Corea del Sur | 2   | 2     | 0      | 4     |
| 2    | China         | 2   | 1     | 4      | 8     |
| 3    | Dinamarca     | 1   | 0     | 5      | 6     |
| 4    | Inglaterra    | 0   | 1     | 1      | 2     |
| 5    | China Taipéi  | 0   | 1     | 0      | 1     |
|      | TOTAL         | 5   | 5     | 10     | 20    |